# 마리노 팔리에로
마리노 팔리에로(이탈리아어: Marino Faliero, 1274년 ~ 1355년 4월 17일)는 제55대 베네치아 공화국의 도제이며, 1354년 9월 11일에 선출됐다.
그는 때로는 마린 팔리에르(Marin Falier) 또는 팔리에리(Falieri)라고도 불린다. 그는 쿠데타 시도 혐의로 처형당했다.

## 생애

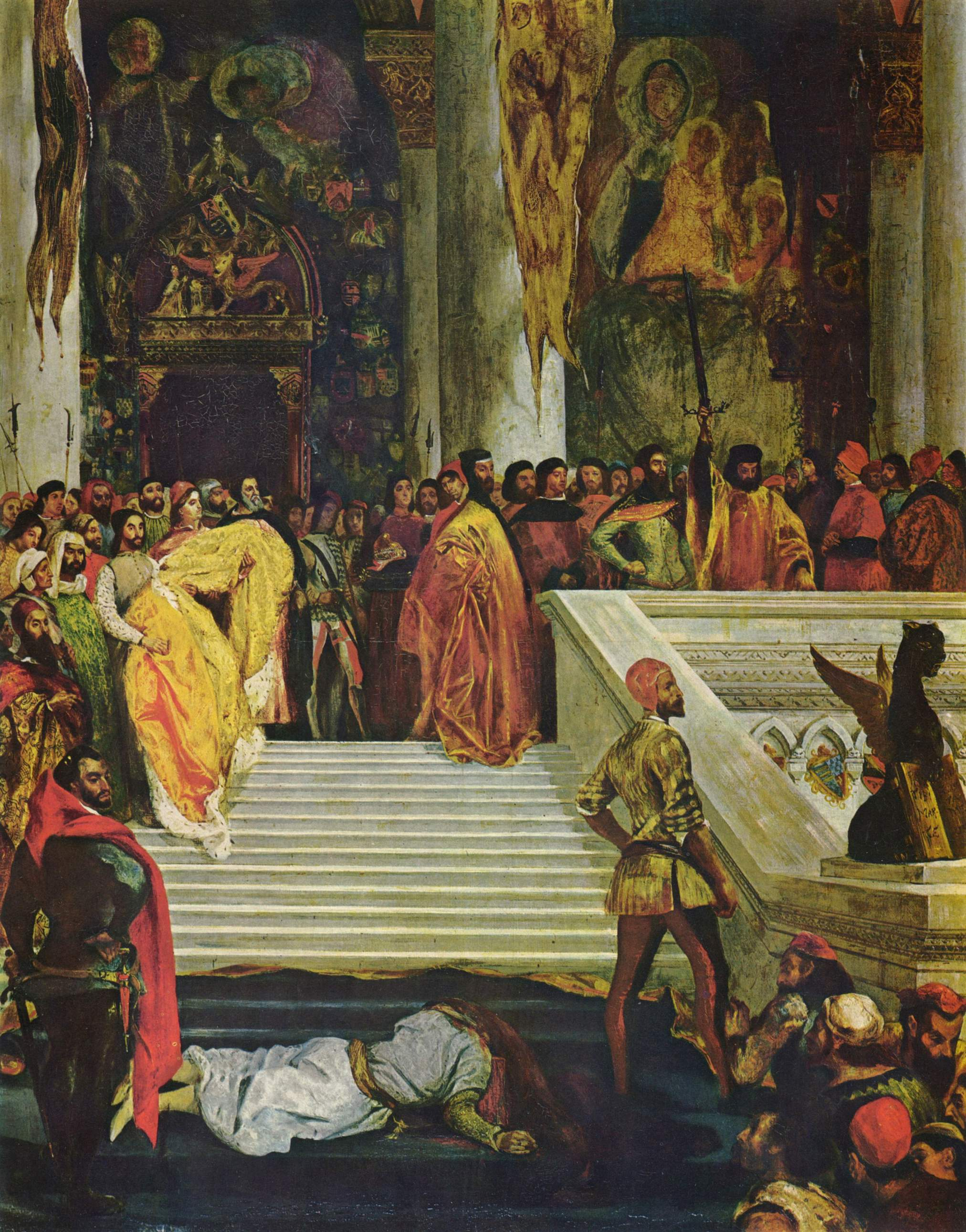
The Execution of Marino Faliero, by Eugène Delacroix (1827, Wallace Collection).

팔리에로는 해군 및 군사 지휘관이였고 안드레아 단돌로의 후임으로서 도제에 선출되기 이전에는 외교관이였다. 당시 베네치아의 대중들은 제3차 베네치아-제노바 전쟁 기간인 1354년 포르토룬고 해전에서 제노바 공화국에 패배한 지배계층인 귀족들에 대해 환멸감을 느끼고 있었다. 팔리에로는 그의 선출 소식을 듣고 있을 때, 아비뇽의 교황의 궁정에서 외교적 임무를 수행하고 있었다.
도제로 선출된지 몇달이 안되어, 팔리에로는 지배계층 귀족들로부터 효과적인 권력을 차지하기 위해 1355년 4월에 쿠데타를 시도했다. 전승에 따르면, 이 사건은 팔리에로의 두 번째 부인 알루이카 그라데니고가 귀족 가문 출신인 미켈레 스테노에게 모욕을 당했기 때문에 일어났다고 그러지만, 베네치아 공화국의 도제들에 대해 연구한 안토넬라 그리뇰라(Antonella Grignola)는 팔리에로의 행위는 과두 정부에서 절대 왕조 통치로 옮겨가는 이탈리아 도시 국가들의 방식들과 일치한다고 제시했다.
쿠데타 계획은 공모자들 간의 원활하지 못한 의사소통 등으로 형편이 없었고, 빠르게 들통나고 말았다. 팔리에로는 모든 혐의에 대해 유죄를 인정하고 참수형을 당했으며, 그의 시신은 훼손되었다. 추가적으로 10명의 지도자급 공모자들도 두칼레 궁전이 위치한 산마르코 광장에서 목이 매달린체 전시되었다.

## 유산

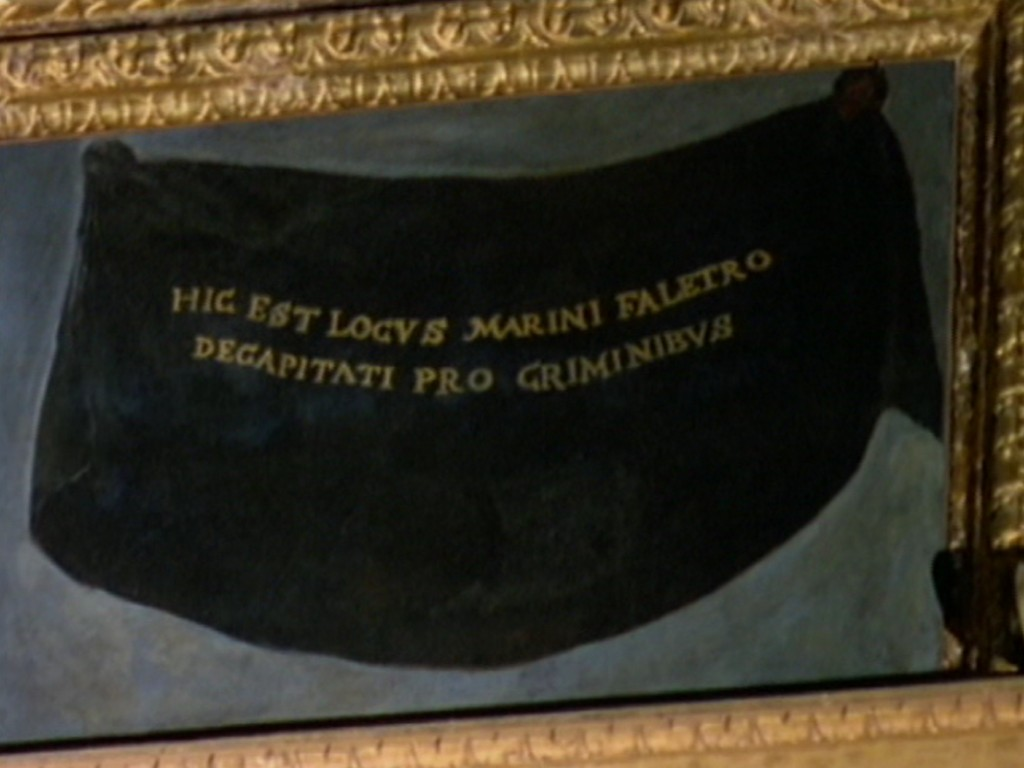
대의회의 홀에 있는 팔리에로의 초상화. 검은색 수의로 덮혀진 곳에는 다음과 같은 라틴어 문구가 놓여있다, "이 공간은 그의 범죄로 참수형을 당한 마리노 팔리에로의 것이다."

팔리에로는 기록말살형에 처했고 그런 이유로 두칼레 궁전의 살라 델 마조르 콘실리오(대의회 홀)에 걸려있던 그의 초상화도 제거되어 그 공간은 검은색 수의로 덮혀있으며, 현재까지도 확인할 수 있다. 도색 된 수의의 라틴어 비문은 다음과 같다 : Hic est locus Marini Faletro decapitati pro criminibus ("이 공간은 그의 범죄로 참수형을 당한 마리노 팔리에로에게 사용되었다").
팔리에로의 실패한 음모에 대한 이야기는 나중에 바이런 (1820년)과 카시미르 들라비뉴 (1829년)의 희곡으로 만들어졌다. 후자의 버전은 가에타노 도니체티의 동명의 오페라로 각색되었다. 세 명 모두 팔리에로가 그의 아내의 명예를 지키려고 행동했다는 전통적인 이야기를 제시했다. 프로이센 작가 E. T. A. 호프만은 그의 1818년 소설 도제와 도제부인에서 다른 전개 방식을 사용했고 독일 작곡가 로베르트 슈만은 호프만의 이야기를 바탕으로 오페라 작곡을 시도했다.

## 참고 서적
- Ashbrook, William (1996). “Marino Faliero”. 《The New Grove Dictionary of Opera》.
- Brown, H. (1907). 《Studies in the History of Venice》. London: John Murray.
- Grignola, Antonella (1999). 《The Doges of Venice》. Venice: Demetra. ISBN 9788844014131.
- Norwich, John Julius (2003) [1977]. 《A History of Venice》. London: Penguin. ISBN 978-0-14-101383-1.
- Lazzerini, V (1892). 《Genealogia d. M. Faliero》. Archivio Veneto.
- — (1893) "M. Faliero avanti ii Dogado," ibid.
- — (1897) "M. Faliero, la Congiura," ibid.
- Romanin, S. (1855). 《Storia documentata di Venezia》. lib. ix. Venice.
- Sanudo, M. (1900). 《Le Vite dei Dogi》 Muratori fasc.판. Citta di Castello.